# Coupe Turner
La coupe Turner est le trophée remis aux champions des séries éliminatoires de la ligue internationale de hockey.
Cette coupe existe dès la création de la ligue en 1945 et est remise pour la première fois en 1946 à l'Auto Club de Détroit qui vient de remporter la finale des séries éliminatoires face aux Bright's Goodyears de Détroit. Le trophée est remis pour la dernière fois en 2001, année où la LIH cesse ses activités.
Ce trophée honore la mémoire de Joseph Turner, gardien de but de l'organisation des Red Wings de Détroit qui se distingue dans la LIH avec les Capitols d'Indianapolis qu'il mène au titre de champion en 1940-1941 en plus d'être nommé dans la première équipe d'étoiles. Turner trouve la mort le 13 septembre 1944 alors qu'il se trouve au front pour l'armée américaine lors de la Seconde Guerre mondiale.

## Résultats des finales
| Saison    | Gagnant                      | Finaliste                     | Score |
| --------- | ---------------------------- | ----------------------------- | ----- |
| 1945-1946 | Auto Club de Détroit         | Bright's Goodyears de Détroit | 2-1   |
| 1946-1947 | Spitfires de Windsor         | Bright's Goodyears de Détroit | 3-0   |
| 1947-1948 | Mercurys de Toledo           | Hettche spitfires de Windsor  | 4-1   |
| 1948-1949 | Hettche spitfires de Windsor | Mercurys de Toledo            | 4-3   |
| 1949-1950 | Maroons de Chatham           | Sailors de Sarnia             | 4-3   |
| 1950-1951 | Mercurys de Toledo           | Rockets de Grand Rapids       | 4-1   |
| 1951-1952 | Mercurys de Toledo           | Rockets de Grand Rapids       | 4-2   |
| 1952-1953 | Mohawks de Cincinnati        | Rockets de Grand Rapids       | 4-0   |
| 1953-1954 | Mohawks de Cincinnati        | Jets de Johnstown             | 4-2   |
| 1954-1955 | Mohawks de Cincinnati        | Bruins de Troy                | 4-3   |
| 1955-1956 | Mohawks de Cincinnati        | Mercurys de Toledo-Marion     | 4-0   |
| 1956-1957 | Mohawks de Cincinnati        | Chiefs d'Indianapolis         | 3-0   |
| 1957-1958 | Chiefs d'Indianapolis        | Rebels de Louisville          | 4-3   |
| 1958-1959 | Rebels de Louisville         | Komets de Fort Wayne          | 4-2   |
| 1959-1960 | Saints de St.Paul            | Komets de Fort Wayne          | 4-3   |
| 1960-1961 | Saints de St.Paul            | Zephyrs de Muskegon           | 4-1   |
| 1961-1962 | Zephyrs de Muskegon          | Saints de St. Paul            | 4-0   |
| 1962-1963 | Komets de Fort Wayne         | Millers de Minneapolis        | 4-1   |
| 1963-1964 | Blades de Toledo             | Komets de Fort Wayne          | 4-2   |
| 1964-1965 | Komets de Fort Wayne         | Oak Leafs de Des Moines       | 4-2   |
| 1965-1966 | Flags de Port Huron          | Gems de Dayton                | 4-1   |
| 1966-1967 | Blades de Toledo             | Komets de Fort Wayne          | 4-2   |
| 1967-1968 | Mohawks de Muskegon          | Gems de Dayton                | 4-1   |
| 1968-1969 | Gems de Dayton               | Mohawks de Muskegon           | 3-0   |
| 1969-1970 | Gems de Dayton               | Flags de Port Huron           | 4-3   |
| 1970-1971 | Flags de Port Huron          | Oak Leafs de Des Moines       | 4-2   |
| 1971-1972 | Wings de Port Huron          | Mohawks de Muskegon           | 4-2   |
| 1972-1973 | Komets de Fort Wayne         | Wings de Port Huron           | 4-2   |
| 1973-1974 | Capitols de Des Moines       | Gears de Saginaw              | 4-2   |
| 1974-1975 | Goaldiggers de Toledo        | Gears de Saginaw              | 4-3   |
| 1975-1976 | Gems de Dayton               | Flags de Port Huron           | 4-0   |
| 1976-1977 | Gears de Saginaw             | Goaldiggers de Toledo         | 4-3   |
| 1977-1978 | Goaldiggers de Toledo        | Flags de Port Huron           | 4-3   |
| 1978-1979 | Wings de Kalamazoo           | Owls de Grand Rapids          | 4-3   |
| 1979-1980 | Wings de Kalamazoo           | Komets de Fort Wayne          | 4-2   |
| 1980-1981 | Gears de Saginaw             | Wings de Kalamazoo            | 4-0   |
| 1981-1982 | Goaldiggers de Toledo        | Gears de Saginaw              | 4-1   |
| 1982-1983 | Goaldiggers de Toledo        | Admirals de Milwaukee         | 4-2   |
| 1983-1984 | Generals de Flint            | Goaldiggers de Toledo         | 4-0   |
| 1984-1985 | Rivermen de Peoria           | Lumberjacks de Muskegon       | 4-3   |
| 1985-1986 | Lumberjacks de Muskegon      | Komets de Fort Wayne          | 4-0   |
| 1986-1987 | Golden Eagles de Salt Lake   | Lumberjacks de Muskegon       | 4-2   |
| 1987-1988 | Golden Eagles de Salt Lake   | Spirits de Flint              | 4-2   |
| 1988-1989 | Lumberjacks de Muskegon      | Golden Eagles de Salt Lake    | 4-1   |
| 1989-1990 | Ice d'Indianapolis           | Lumberjacks de Muskegon       | 4-0   |
| 1990-1991 | Rivermen de Peoria           | Komets de Fort Wayne          | 4-2   |
| 1991-1992 | Blades de Kansas City        | Lumberjacks de Muskegon       | 4-0   |
| 1992-1993 | Komets de Fort Wayne         | Gulls de San Diego            | 4-0   |
| 1993-1994 | Knights d'Atlanta            | Komets de Fort Wayne          | 4-2   |
| 1994-1995 | Grizzlies de Denver          | Blades de Kansas City         | 4-0   |
| 1995-1996 | Grizzlies de l'Utah          | Solar Bears d'Orlando         | 4-0   |
| 1996-1997 | Vipers de Détroit            | Ice Dogs de Long Beach        | 4-2   |
| 1997-1998 | Wolves de Chicago            | Vipers de Détroit             | 4-3   |
| 1998-1999 | Aeros de Houston             | Solar Bears d'Orlando         | 4-3   |
| 1999-2000 | Wolves de Chicago            | Griffins de Grand Rapids      | 4-2   |
| 2000-2001 | Solar Bears d'Orlando        | Wolves de Chicago             | 4-1   |